# Château de Bodiam
Le château de Bodiam (Bodiam Castle en anglais), construit au XIVe siècle, est situé près de Robertsbridge dans le Sussex de l'Est en Angleterre.
Il fut construit en 1385 par Sir Edward Dalyngrigge, un ancien chevalier d'Édouard III d'Angleterre, avec la permission de Richard II d'Angleterre qui voyait dans sa construction un moyen de défense contre une invasion française lors de la guerre de Cent Ans. Il est bâti sur une base carrée entourée de douves et ne possède pas de donjon.
Le château fut la propriété de plusieurs générations de Dalyngrigge et quand leur lignée s'éteignit, le château devint, par le biais de mariage, propriété de la famille Lewknor. Lors de la guerre des Deux-Roses, Sir Thomas Lewknor soutint la maison de Lancastre et, quand Richard III d'Angleterre de la maison d'York accéda au trône, des forces armées furent envoyées pour assiéger le château. Le château fut confisqué puis rendu aux Lewknor quand Henri VII d'Angleterre de la maison Tudor devint roi en 1485. Les Lewknor possédèrent le château jusqu'à la fin du XVIe siècle.
Au début de la Première Révolution anglaise en 1641, le château de Bodiam était la propriété de John Tufton, deuxième comte de Thanet. Il soutint les royalistes et dut vendre le château pour payer des amendes au Parlement. Le château fut laissé à l'abandon et tomba en ruines jusqu'à son rachat par John Fuller, en 1829, qui restaura en partie le château avant de le revendre à George Cubitt, premier baron Ashcombe. Il entreprit également des restaurations pour Bodiam Castle tout comme son successeur à la propriété, George Curzon, premier marquis Curzon de Kedleston.
Le château devint finalement monument classé de niveau 1 et fut donné par Lord Curzon à sa mort au National Trust for Places of Historic Interest or Natural Beauty en 1925. Il est aujourd'hui ouvert au public.

## Contexte

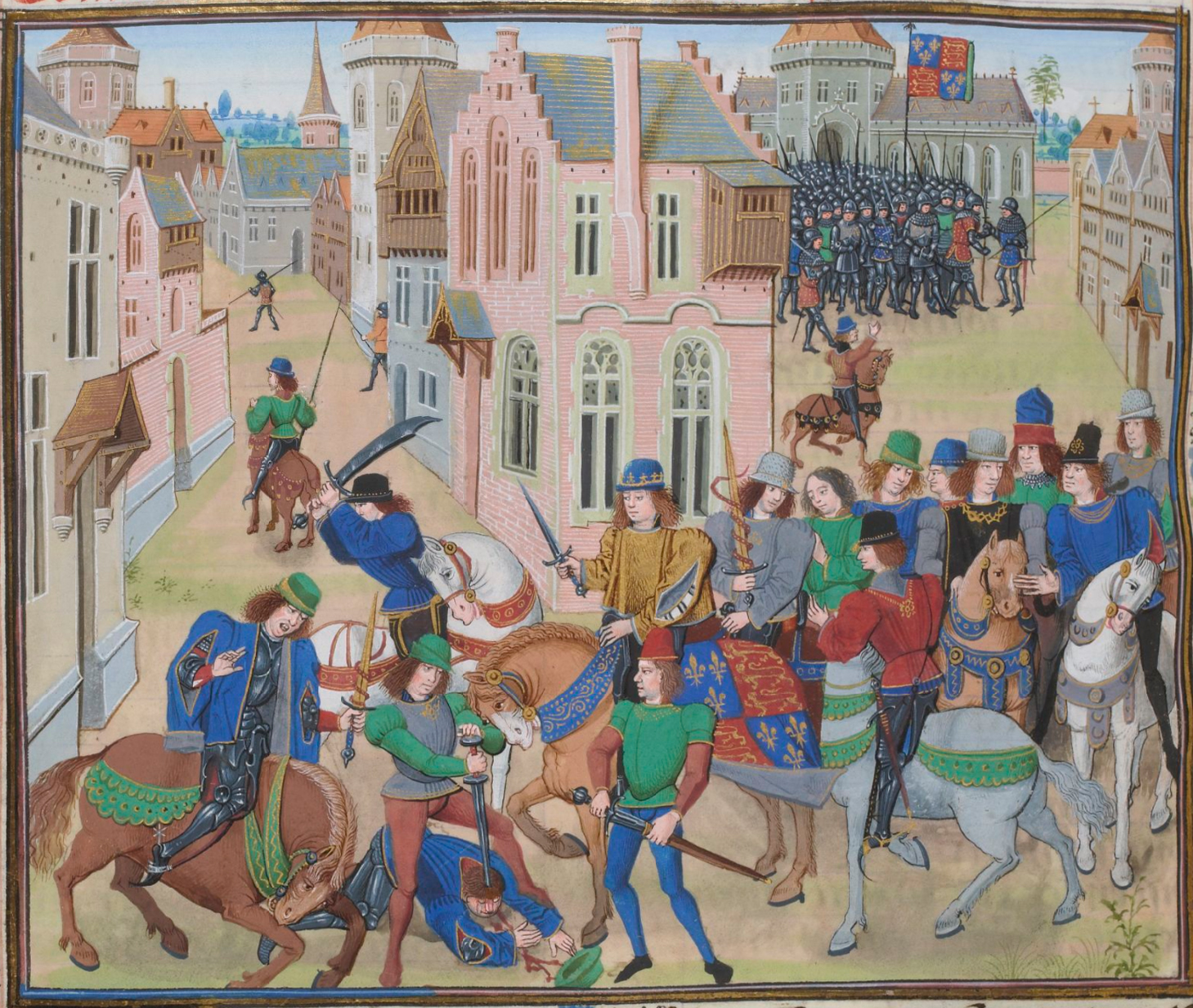
Peinture du XVe siècle illustrant la mort de Wat Tyler, leader de la Révolte des Paysans en 1381. Édouard Dalyngrigge aida Richard II à réprimer cette révolte.

Étant le fils cadet, Edward Dalyngrigge fut de ce fait privé des biens de son père respectant ainsi le principe du droit d'aînesse. Il dut se créer lui-même sa propre fortune. En 1378, il devint propriétaire du manoir de Bodiam par le biais de son mariage qui le fit entrer dans une famille de propriétaires fonciers. De 1379 à 1388, il reçut le titre de chevalier du Shire (en) du comté de Sussex et devint l'une des personnes les plus influentes de ce comté. Au moment où il demanda au roi une autorisation pour construire un château, la guerre de Cent Ans opposant l'Angleterre à la France durait depuis près de 50 ans. Édouard III d'Angleterre (qui régna de 1327 à 1377) revendiqua avec insistance son accession au trône français et obtint les territoires d'Aquitaine et de Calais. Dalyngrigge fut l'un des nombreux anglais à voyager en France pour y faire fortune en tant que membres des Grandes compagnies, des groupes de mercenaires combattant pour le parti le plus offrant. Il partit pour la France en 1367 et voyagea avec Lionel d'Anvers, duc de Clarence et fils d'Édouard III. Après avoir combattu sous le titre de comte d'Arundel, Dalyngrigge rejoignit la compagnie de Sir Robert Knolles, un célèbre commandant qui avait la réputation d'avoir fabriqué 100 000 couronnes britanniques en or à la suite de divers vols et pillages alors qu'il était mercenaire. C'était en tant que membre des grandes compagnies que Dalyngrigge amassa de l'argent pour construire le château de Bodiam; il retourna en Angleterre en 1377.
Le traité de Bruges assura la paix pendant deux ans, mais à la suite de son expiration, les combats entre l'Angleterre et la France reprirent. En 1377, Édouard III fut remplacé par Richard II. Pendant la guerre, l'Angleterre et la France se disputaient le contrôle de la Manche, des raids avaient lieu sur les deux côtes. Avec la reprise des hostilités, le Parlement décida, à la suite d'un vote, de consacrer de l'argent afin de défendre et de fortifier la côte sud de l'Angleterre, et des moyens défensifs furent érigés dans le Kent pour prévenir une éventuelle invasion française. Il y avait des troubles internes ainsi que des menaces extérieures, et Dalyngrigge s'impliqua pour réprimer la Révolte des paysans de 1381. Le manoir de Bodiam obtint une charte en 1383 permettant la tenue d'un marché hebdomadaire et d'une foire annuelle. En 1385, une flotte de 1 200 navires, parmi lesquels se trouvaient cogues, barges et galères, se rassembla à L'Écluse, une ville située dans la Flandre, avec pour but de traverser la Manche. La population du Sud de l'Angleterre était dans un état de panique. Plus tard au cours de l'année, Édouard Dalyngrigge obtint une autorisation lui permettant de fortifier (en) son manoir.

## Construction et usage

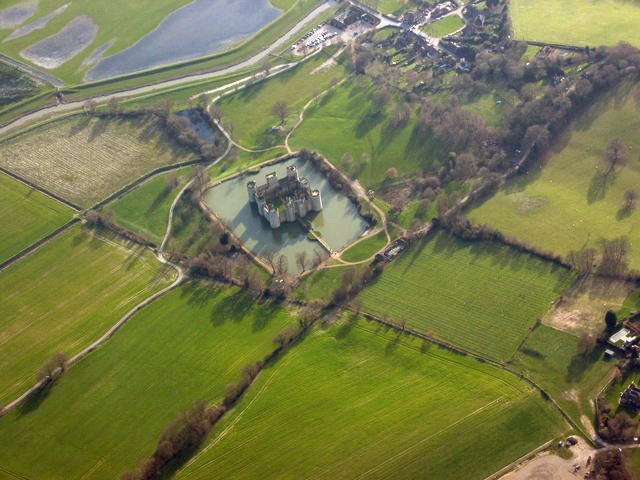
Le château de Bodiam a été construit sur un nouveau site.

Au lieu d'utiliser l'autorisation que lui avait délivrée Richard II pour refortifier le manoir qui existait déjà, Dalyngrigge choisit plutôt un nouveau site afin d'y construire un château. La construction fut achevée en une seule phase, et les différentes parties du château ont quasiment toutes le même style architectural. L'archéologue David Thackray en a déduit que le château de Bodiam avait été construit rapidement, probablement en raison de la menace française qui planait. La construction des châteaux en pierre prenait un temps considérable et coûtait cher, le prix atteignant souvent des milliers de livres.
Dalyngrigge fut capitaine du port de Brest de 1386 à 1387 et, par conséquent, il fut absent lors des premières années de la construction du château. L'ancien manoir devint alors la résidence principale de Dalyngrigge ainsi que le centre administratif du nouveau manoir. La date exacte correspondant à la fin de la construction du château de Bodiam ne fut pas consignée, mais Thackray pense que c'était avant 1392; Dalyngrigge ne passa que très peu de temps dans le château achevé, puisqu'il mourut en 1395.
Les domaines que possédait Édouard, le château y compris, furent hérités par son fils John Dalyngrigge. Tout comme son père, John jouissait de la faveur du roi et était décrit comme le "Chevalier du Roi". En 1400, le roi lui accorda une allocation annuelle de 100 marks. Il décéda le 27 septembre 1408. Selon son testament, ses biens revenaient à sa veuve Alice. John et Alice n'avaient pas d'enfants, donc lorsque cette dernière décéda en 1443, les divers domaines ainsi que le château revinrent à Richard Dalyngrigge, le cousin de John. Richard mourut sans descendance, par conséquent, conformément au testament de John, les biens furent transmis à Philippa, la sœur de Richard en 1470. Son époux, Sir Thomas Lewknor, était lui issu d'une grande famille du comté de Sussex qui possédait des terres dans tout le pays.
Sir Thomas Lewknor soutenait la maison de Lancastre pendant la guerre des Deux-Roses qui commença en 1455. Lorsque Richard, qui faisait lui partie de la maison d'York, monta sur le trône sous le nom de Richard III en 1483, Lewknor fut accusé de trahison et de lever des hommes d'armes dans le sud-est de l'Angleterre. En novembre 1483, l'oncle de Lewknor et Thomas Howard, alors comte de Surrey, reçurent l'autorisation de lever des hommes et d'assiéger le château de Bodiam, lieu où Lewknor était basé. II n'y a aucune preuve quant à la durée du siège, Thackray affirme lui que Lewknor se rendit sans trop de résistance. Sa propriété fut confisquée, et Nicholas Rigby fut déclaré connétable du château. Lorsque Henri VII accéda au trône anglais, le décret de confiscation de biens et de mort civile (en) fut révoqué, et le château de Bodiam revint à Lewknor. Cependant, ce ne fut qu'en 1542 que la famille récupéra la totalité de ses terres. Le château de Bodiam passa dans les mains de plusieurs générations de la famille Lewknor. Bien que l'on puisse retracer les noms des divers propriétaires qui héritèrent du château au XVIe au XVIIe siècle, peu d'informations sont indiquées quant à la fonction qu'il avait à cette époque, ou si la famille y passait beaucoup de temps.
Après la mort de Sir Roger Lewknor en 1543, ses descendants se partagèrent ses biens, le château et le manoir furent alors divisés. John Levett de Salehurst acheta le château en 1588. En 1623, la plupart des propriétés de Bodiam furent achetées par Sir Nicholas Tufton, qui allait devenir par la suite comte de Thanet (en). Son fils, John Tufton, hérita des biens de Nicholas après la mort de son père en 1631. Ce fut John Tufton qui fit à nouveau du château et du manoir une seule propriété lorsqu'il acheta le château de Bodiam en 1639.
John Tufton était un partisan de la cause royaliste lors de la Première Révolution anglaise, il mena une attaque à Lewes, et fut impliqué dans une défaite subie par les Royalistes à Haywards Heath. Le Parlement confisqua une partie de ses terres en 1643, et davantage en 1644, et le condamna à une amende de 9 000 livres (1,3 million de livres en 2008). Afin de pouvoir payer en partie cette amende, Tufton vendit le château de Bodiam pour 6 000 livres (860 000 livres en 2008) à Nathaniel Powell, un partisan du Parlement en mars 1644.

## Ruine pittoresque

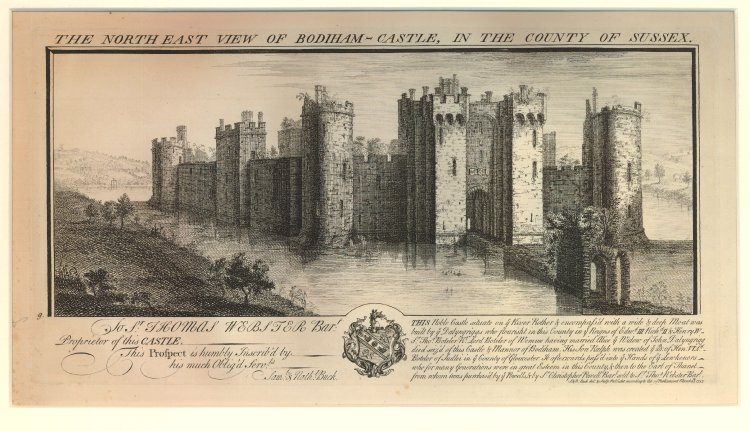
Peinture de Samuel and Nathaniel Buck datant de 1737. Le château de Bodiam vu du nord-est.

Après la guerre civile, Powell fut déclaré baronnet par Charles II. Bien qu'il n'existe aucune indication concernant la date à laquelle le château de Bodiam fut démantelé (détruit sans opposition), on situe cet acte probablement après l'achat du château par Powell. Pendant et après la première Révolution, de nombreux châteaux furent détruits volontairement, sans rencontrer d'opposition, afin d'empêcher qu'on les utilise à nouveau. Ils ne furent pas tous détruits complètement, et dans certains cas, on prit soin de ne pas abîmer la structure inutilement.
À Bodiam, on jugea suffisant de démanteler la barbacane, les ponts, et les bâtiments situés à l'intérieur du château. À la mort de Nathaniel, en 1674 ou 1675, le château de Bodiam revint à son fils qui se prénommait lui aussi Nathaniel. Après le second Nathaniel, ce fut Elizabeth Clitherow, sa belle-fille, qui en hérita.
En 1722, Sir Thomas Webster acheta le château. Pendant plus d'un siècle, le château de Bodiam et le manoir qui lui était associé appartint aux générations successives de la famille Webster. Ce fut à cette période que le site devint populaire, apparaissant comme une sorte d'attraction touristique précoce en raison de son lien avec l'époque médiévale. Les premiers dessins du château de Bodiam datent du milieu du XVIIIe siècle, on le dépeignait alors comme une ruine recouverte de lierre. Les ruines et les bâtiments médiévaux tel que le château de Bodiam servirent d'inspiration au style néogothique et à la rénovation des anciennes structures.
Le troisième Sir Godfrey Webster commença à chercher des acheteurs pour le château en 1815, et parvint finalement à le vendre ainsi que 24 acres (10 ha) des terres avoisinantes à John 'Mad Jack' Fuller (en) pour 3 000 livres (220 000 livres en 2008). Fuller répara l'une des tours, ajouta de nouvelles portes sur le site, et détruisit une maison qui avait été construite à l'intérieur du château au XVIIIe siècle; il est supposé avoir acheté le château pour empêcher la famille Webster de le démanteler et de réutiliser ses matériaux.
George Cubitt qui devint plus tard le Baron Ashcombe (en), acheta le château et ses 24 acres (97 000 m2), pour plus de 5 000 livres (410 000 livres en 2008). Cubitt poursuivit les travaux de rénovation commencés par Fuller. Il ordonna la première étude détaillée du château de Bodiam en 1864, et entreprit de réparer la tour située dans le coin sud-est du site, qui s'était presque totalement effondrée. Étant donné qu'à cette époque là, la mode était de recouvrir les murs de lierre, on ne détruisit pas la végétation malgré ses effets néfastes sur la maçonnerie, et les arbres qui avaient pris racine dans la cour furent préservés.

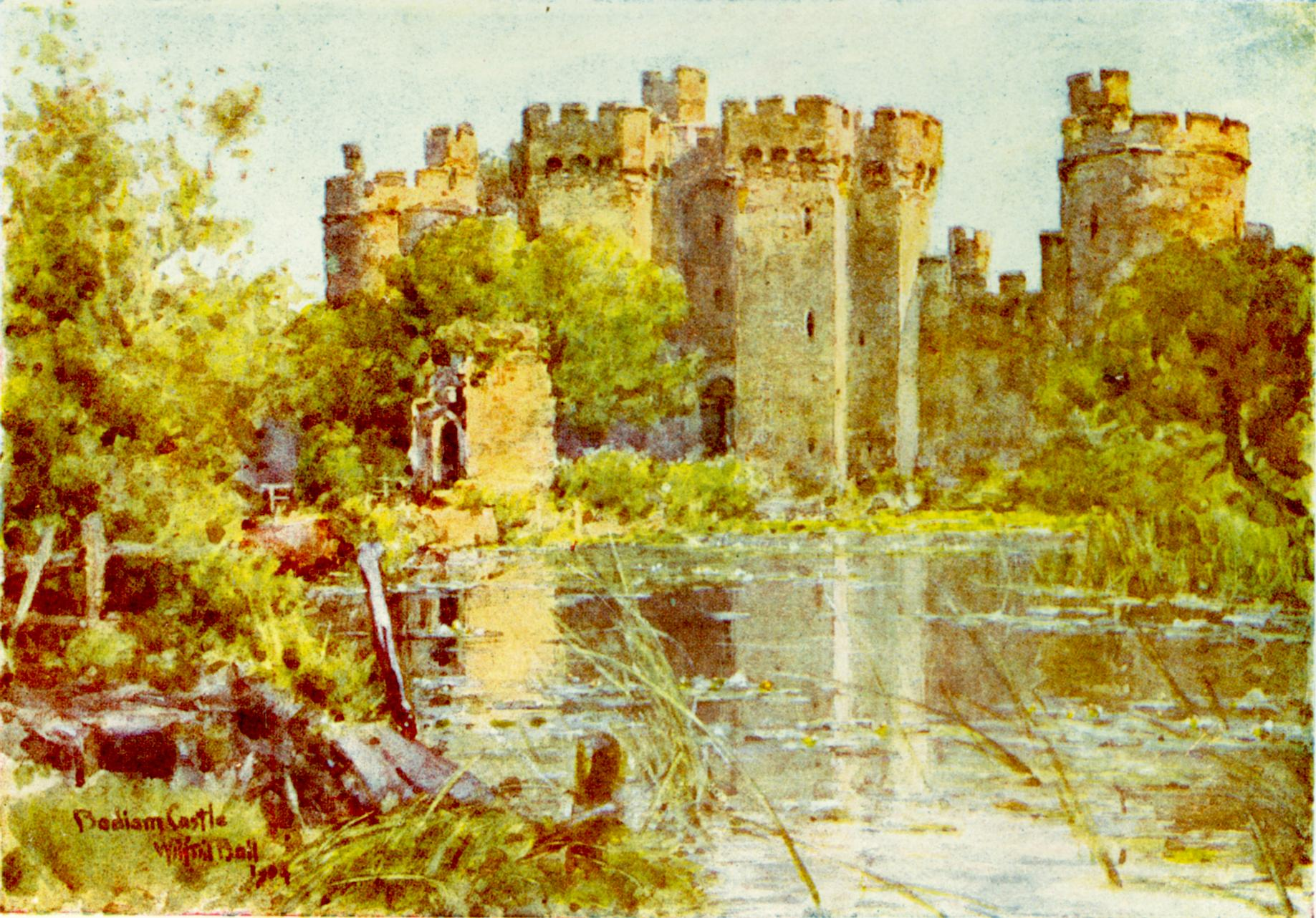
Aquarelle de Wilfrid Ball datant de 1906 dépeignant les ruines recouvertes et les douves négligées du château. Après avoir été partiellement démantelé, Bodiam ne fut plus qu'une ruine pittoresque.

George Curzon jugea qu' « un trésor aussi rare (tel que le château de Bodiam) ne devrait ni être perdu pour notre pays ni être profané par des mains irrespectueuses ». Curzon fit plusieurs demandes pour acheter le château, mais Cubitt ne voulait pas vendre. Cependant, à la mort de ce dernier, en 1916, Curzon fut en mesure de conclure un accord avec le fils de Cubitt, et acheta le château de Bodiam ainsi que ses terres. En 1919, Curzon mit en place un programme d'étude à Bodiam et, aidé de l'architecte William Weir (en), il restaura certaines parties du château. Les douves, dont la profondeur étaient d'environ 1,5 m ou 2,1 m dans le coin situé au sud-est, furent drainées et 0,9 m de boue et de limon furent enlevés; lors de fouilles, les toutes premières fondations des ponts menant au château furent découvertes. Les haies et les clôtures situées à proximité furent supprimées afin de permettre une vue dégagée sur le château. Des fouilles furent également menées à l'intérieur, et au sous-sol de la tour située sud-ouest, un puits fut découvert. La végétation fut éclaircie, la maçonnerie réparée, et le niveau du sol d'origine fut rétabli partout dans le château. Une petite maison fut construite afin de permettre la création d'un musée exposant les trouvailles issues des diverses fouilles et un lieu d'habitation pour le gardien. Le château de Bodiam fut donné au National Trust en 1925.
Le National Trust poursuivit les travaux de restauration, et ajouta de nouveaux toits aux tours et à la guérite. Les fouilles reprirent en 1970, et les douves furent une nouvelle fois drainées. Le château de Bodiam fut utilisé dans le film Monty Python : Sacré Graal !, dans un plan d'ensemble de la séquence du « comte de Sir Lancelot », il était alors qualifié de "Swamp Castle" (« château des marais »).
En 1990, la Commission Royale des Monuments Historiques d'Angleterre mena une enquête sur les terrassements autour du château de Bodiam. Dans les années 1990, lors de diverses études sur les châteaux, celui de Bodiam fut au centre d'un débat sur l'équilibre entre interprétations militaristes et interprétations sociales de tels sites. Les arguments portaient sur des éléments comme la solidité apparente des moyens défensifs - telles que les douves imposantes - et des éléments d'affichage. Il fut mentionné que les douves auraient pu être drainées en un jour car le talus autour était peu élevé, et en tant que tel, il ne constituait pas un obstacle sérieux aux attaquants potentiels. En outre, les grandes fenêtres situées sur la façade extérieure du château étaient des points défensifs peu efficaces. Le château est un monument classé, ce qui signifie qu'il s'agit d'un bâtiment historique important sur le plan national et d'un site archéologique protégé contre toute modification qui ne résulterait pas d'un accord. Il s'agit également d'un monument classé Grade I, il est reconnu comme une structure ayant une importance internationale. Il est aujourd'hui ouvert au public, et selon les chiffres publiés par l'Association of Leading Visitor Attractions, il y eut plus de 170 000 visiteurs en 2010. Selon l'historien Charles Coulson, Bodiam représente « l'idéal populaire d'un château médiéval ».

## Architecture

### Intégration dans le paysage
L'emplacement du château fut ostensiblement choisi pour protéger la côte sud de l'Angleterre des incursions françaises. Une étude paysagère conduite par la Royal Commission for Historic Monuments conclut que si tel était le cas, alors le château de Bodiam était exceptionnellement situé, de par sa position éloignée de la côte médiévale.
La zone entourant le château de Bodiam fut aménagée lors de la construction du château, afin d'augmenter son attrait esthétique. Les archéologues Oliver Creighton et Robert Higham ont décrit Bodiam comme l'un des meilleurs exemples d'aménagement paysager dont l'objectif était la mise en valeur d'un château. À l'origine, les plans d'eau étaient vastes, mais seules les douves subsistèrent, ainsi que les ouvrages de terre, des résidus de la construction. Plutôt de forme rectangulaires, les douves sont alimentées par plusieurs sources, certaines d'entre elles se trouvant à l'intérieur même, ce qui rendit le drainage difficile pendant la période de fouilles des années 1930. Un fossé peut empêcher des attaquants d'accéder à la base des murs d'un château, mais dans le cas de Bodiam, il eut aussi pour effet de faire paraître le château plus grand et plus impressionnant en l'isolant dans son paysage. Le fossé est aujourd'hui davantage considéré comme une caractéristique ornementale plutôt qu'un moyen de défense.
L'accès au château en traversant les douves et les étangs satellites était indirect, permettant ainsi aux visiteurs d'avoir une vue sur la splendeur intentionnellement donnée à ce château. l'historien militaire Cathcart King décrit l'accès comme redoutable, le comparant à celui des châteaux forts d'Édouard Ier dans le pays de Galles, tel que le château de Caerphilly.
Le château est situé à peu près au milieu du fossé. La poterne à l'arrière était reliée à la rive sud de ce fossé par le biais d'un pont-levis et d'un long pont de bois. L'entrée principale côté nord du château est aujourd'hui reliée à la rive nord par un pont de bois, mais dans l'itinéraire initial, il existait deux ponts: un partant de l'entrée principale et menant vers une île dans les douves, et un autre reliant l'île à la rive ouest. Le pont était en grande partie statique, en dehors de la section la plus proche de la rive ouest, qui était un pont-levis. L'île située dans les douves est appelée l'Octogone, des fouilles y ont été effectuées révélant la présence de toilettes, ce qui suggère qu'il y a peut-être eu un gardien sur cette île, bien que le degré de fortification de cette dernière ne soit pas très clair. L'Octogone était relié à une barbacane par un pont, probablement un pont-levis. Les 28 toilettes du château étaient directement drainées dans le fossé, qui, selon les termes employés par l'archéologue Matthew Johnson, devenait ainsi un « égout à ciel ouvert ».

### Extérieur et entrées

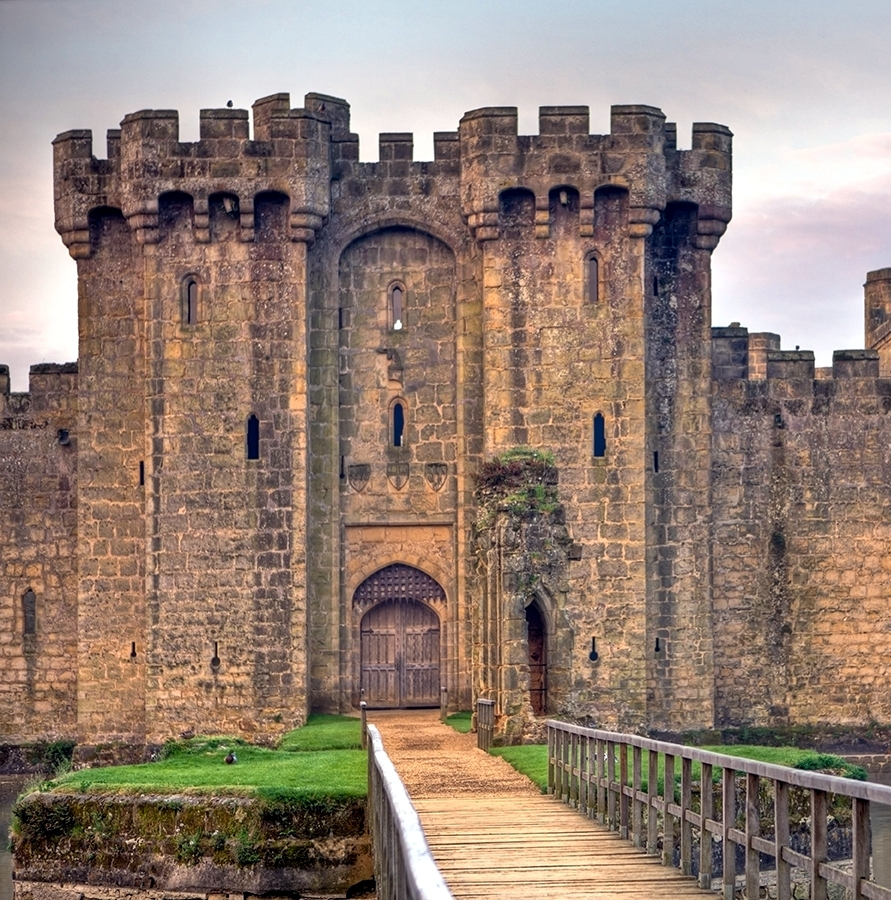
L'entrée principale du château de Bodiam avec la barbacane et l'Octogone devant.

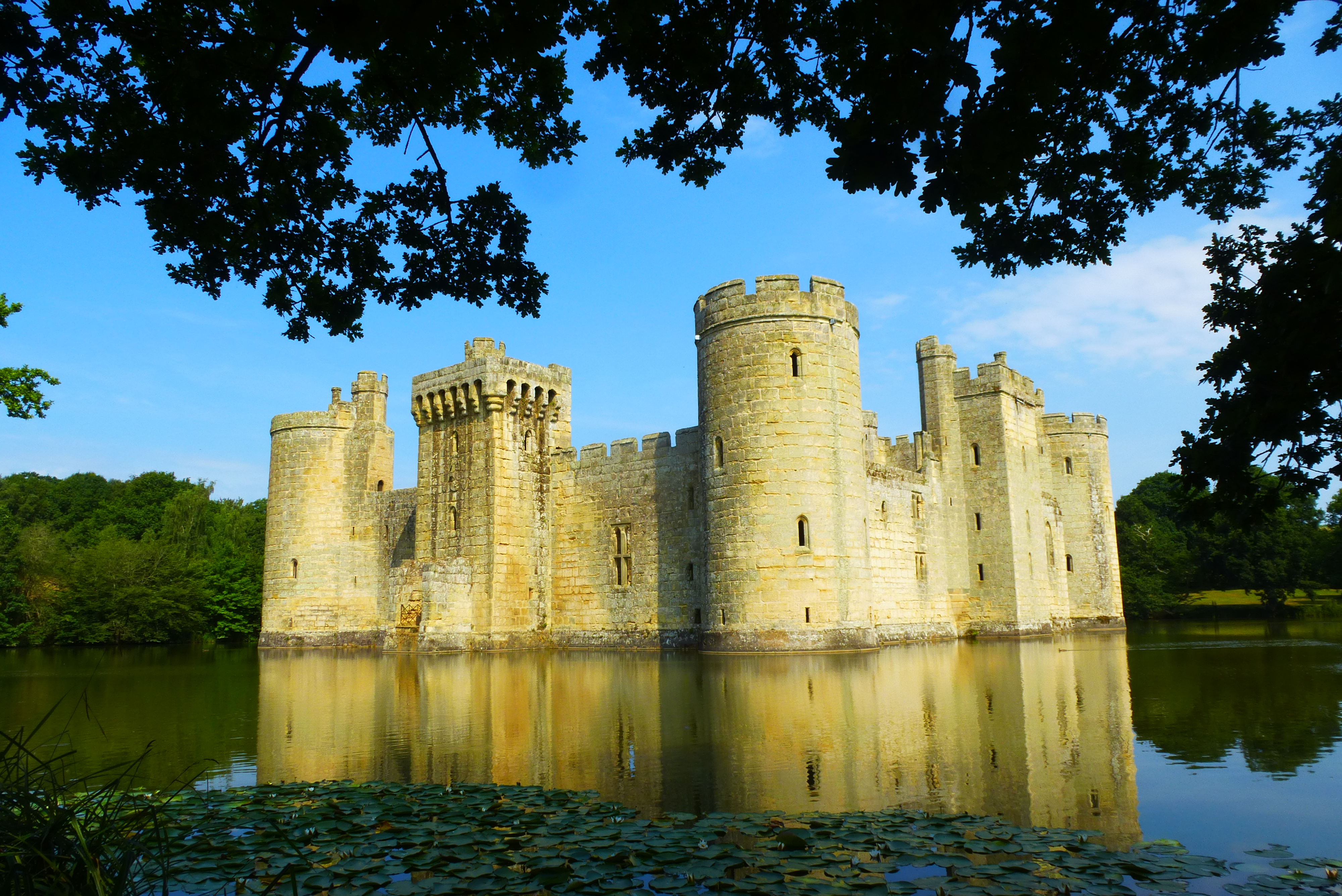
Château de Bodiam, extérieur. Juillet 2018.

Le château de Bodiam est un château quadrangulaire (en), de forme à peu près carrée. Ce type de château, doté d'une cour centrale et de bâtiments situés contre la courtine, était caractéristique de l'architecture des châteaux du XIVe siècle.
Le château de Bodiam a été décrit par l'historien militaire Cathcart King comme l'exemple le plus complet concernant les châteaux quadrangulaires encore existants. Il y a des tours circulaires aux quatre coins, ainsi que des tours centrales carrées dans les murs côtés sud, est et ouest. L'entrée principale est un corps de garde constitué de tours jumelles situées sur la façade nord du château. Il y a une seconde entrée par le sud, la poterne se trouvant dans une tour carrée au milieu du mur côté sud. Les tours possèdent trois étages, elles sont plus hautes que les courtines et que les bâtiments du château qui n'ont que deux étages.
Entre l'Octogone et le corps de garde dans le mur côté nord se trouvait une barbacane, dont il reste peu, seulement un morceau du mur côté ouest, bien que la structure d'origine ait été composée de deux étages. Ce qui reste de la structure comprend un emplacement où se trouvait une herse pour la barbacane de la porte nord, bien qu'il n'y ait aucune charnière pour les portes. La base d'une garde-robe démontre que ce second étage était un lieu d'habitation, probablement une salle destinée au gardien. Des dessins datant de la fin du XVIIIe siècle montrent le sol de la barbacane encore debout ainsi que des détails tels que les voûtes dans le passage.

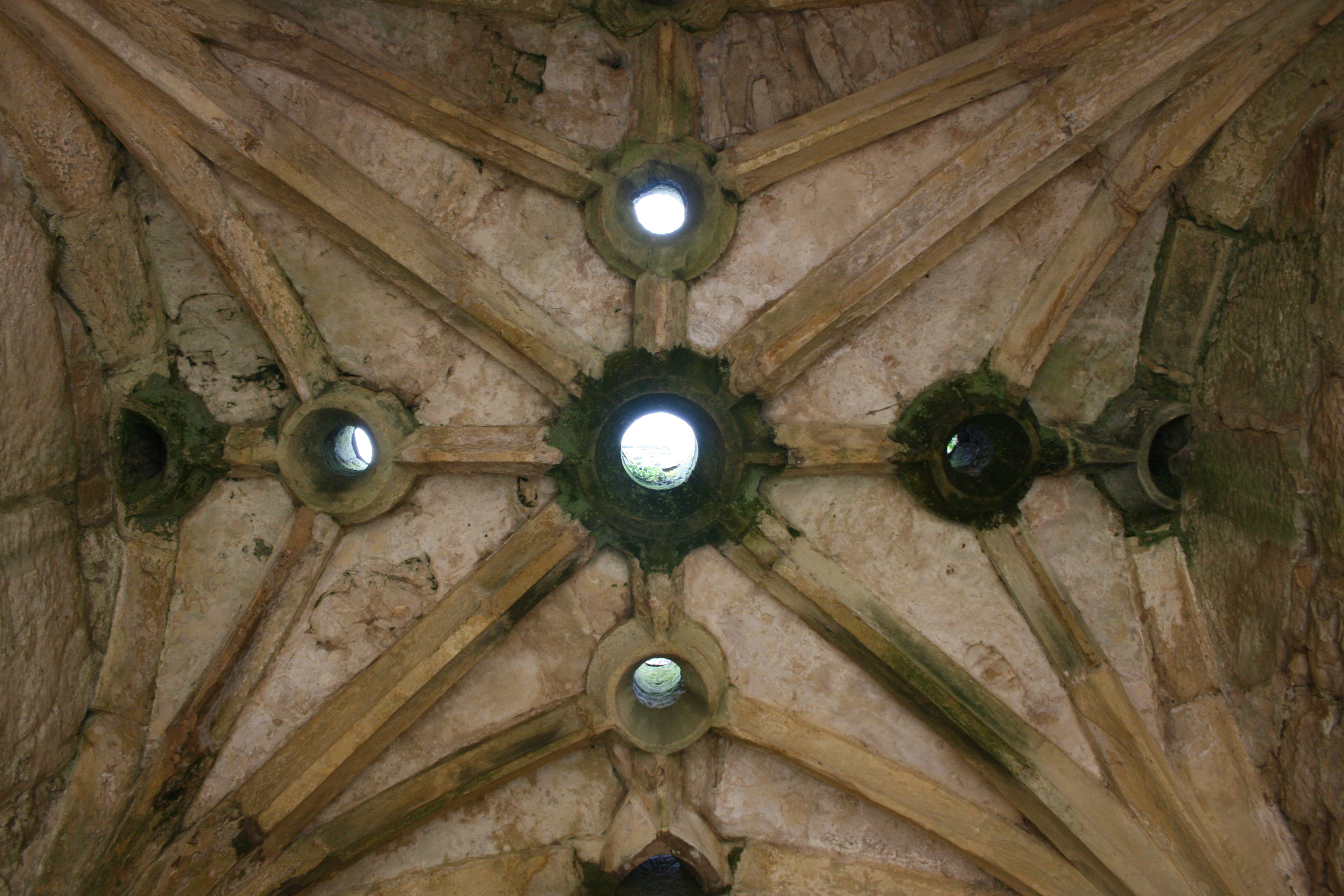
Les assommoirs dans le corps de garde du château de Bodiam.

Le corps de garde situé côté nord du château est composé de trois étages; il est maintenant accessible par le biais d'un pont statique, mais à l'origine, il était relié à la barbacane par un pont levis. Au sommet de ce corps de garde se trouve un mâchicoulis, et le chemin au-dessous est dominé par des canonnières situées dans les tours de ce corps de garde. C'est le seul endroit du château où l'on trouve des canonnières, et la courtine ainsi que les tours sont ornées de fenêtres à usage domestique plutôt que militaire. Il existe des corps de garde au rez-de-chaussée et au-dessous, un sous-sol. À l'origine, le passage aurait été doté de trois herses en bois.
Au-dessus du passage de l'entrée, se trouve une porte en forme de voûte, mais elle ne mène nulle part. Le plafond du passage traversant le corps de garde pour entrer dans le château est voûté et percé d'assommoirs. Il est fort probable que ces derniers aient été utilisés pour laisser tomber des objets sur les assaillants, comme les mâchicoulis, ou pour verser de l'eau pour éteindre les incendies.
Juste au-dessus de la porte, trois blasons sont sculptés en relief dans l'arche; de gauche à droite figurent les armoiries des familles Wardeux,Dalyngrigge et Radynden. La famille Wardeux était celle de l'épouse d'Édward Dalyngrigge; les Radynden étaient parents avec les Dalyngrigge. Au-dessus des armoiries se trouvent une sculpture représentant une tête de licorne sur un casque, un symbole de noblesse. Trois blasons ornent également la poterne, les armoiries placées au centre sont celles de sir Robert Knolles, qu'Édouard Dalyngrigge avait combattu lors de la guerre de Cent Ans, mais celles d'à côté sont vides.

### Intérieur

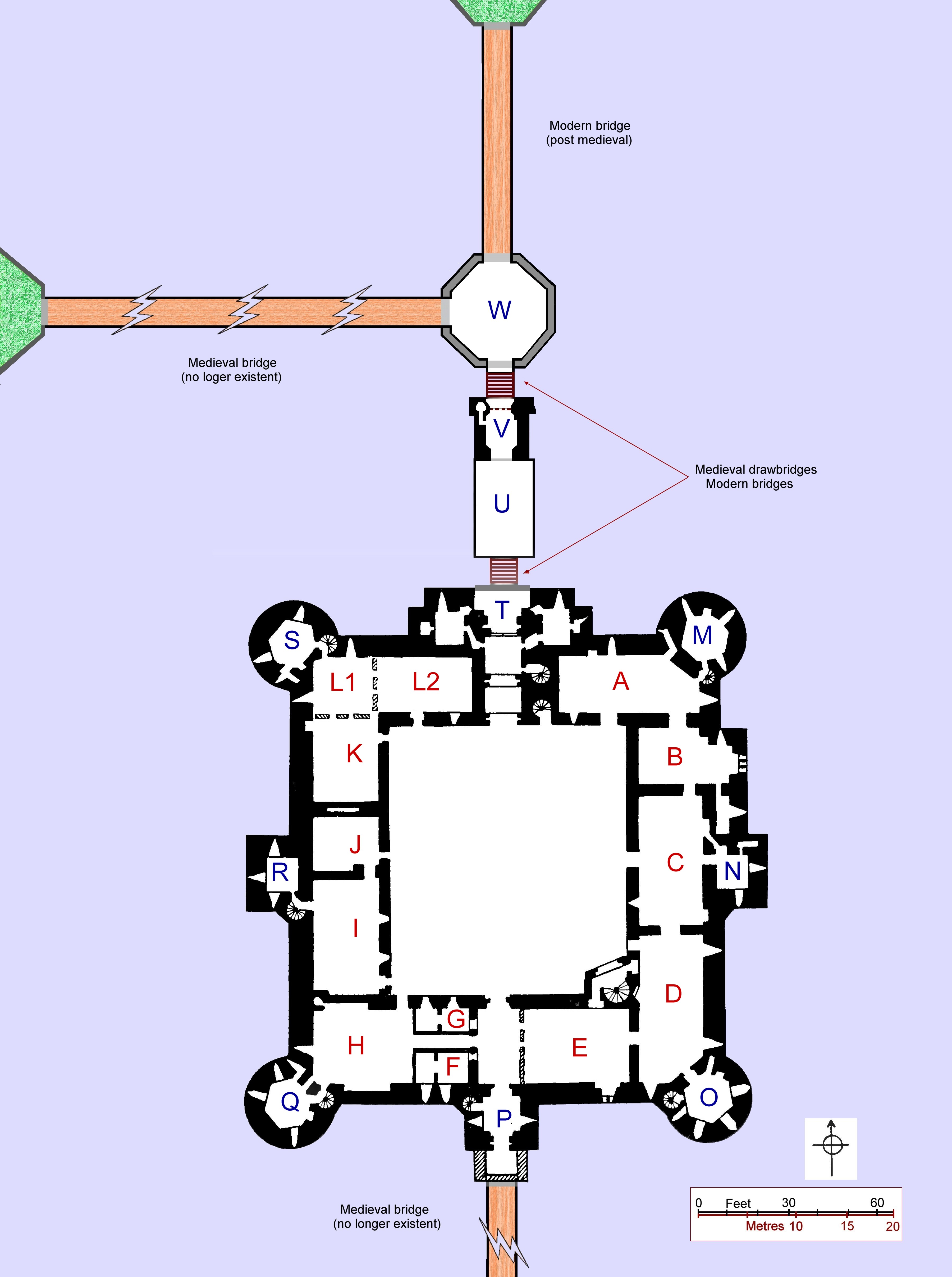
Plan du château de Bodiam, barbacane non comprise.
Figurent des pans de mur qui n'existent plus aujourd'hui. Légende: A. Appartements privés, B. Chapelle, C. Salle, D. Grande salle, E. Salle du maître des lieux, F. Office, G. Cellier, H. Cuisine, I. Salle du serviteur, J. Cuisine du serviteur, K. Peut-être une antichambre (sur certains plans K, L1 et L2 sont une seule et unique pièce, sur d'autres deux ou trois), L1. Peut-être des pièces pour le service, L2. Peut-être des écuries, M. Tour nord-est, N. Tour est, O. Tour sud-est, P. Poterne, Q. Tour sud-ouest, R. Tour ouest, S. Tour nord-ouest (et prison), T. Corps de garde (avec des postes de garde à gauche et à droite), U. Chaussée intérieure, V. Barbacane extérieure, W. Chaussée extérieure.

Bien que l'extérieur du château de Bodiam ait largement survécu, l'intérieur est dans un état de ruines. Les bâtiments d'habitation à l'intérieur du château sont situés le long de la courtine. Cependant, les vestiges sont suffisamment importants pour recréer un plan du château. La structure a été divisée en espaces de vie distincts pour le maître des lieux et sa famille, les invités au statut élevé, les garnisons, et les serviteurs. La rangée de bâtiments au sud du château était composée de la grande salle, de cuisines, et d'annexes. La grande salle, à l'est de la poterne située au centre, mesurait 7,3 × 12 m et était aussi haute que la courtine. À l'ouest de la grande salle se trouvaient le cellier et l'office, qui étaient reliés à la grande salle par un passage secret. Les trois arches existantes donnaient accès à différentes salles, le cellier, l'office et la cuisine située à l'extrémité ouest de la rangée au sud. Cette disposition était typique des grandes maisons médiévales.
La grande salle était le centre social du château, l'endroit où le maître des lieux divertissait ses invités. L'office et le cellier occupaient l'étage du bas, et au-dessus se trouvait une pièce dont on ignorait l'usage. Dans l'office, il y avait une cave utilisée pour stocker la bière et le vin, alors que le cellier servait à entreposer les provisions pour la cuisine. Pour éviter que la chaleur produite par les feux de cuisson ne devienne insupportable, la cuisine était aussi haute que la courtine afin de fournir beaucoup d'espace pour absorber la chaleur. Dans la tour sud-ouest existait un puits d'où on tirait de l'eau pour satisfaire les besoins des habitants du château.
Le long du mur côté est se trouve une chapelle, une salle et une antichambre. Pour loger la chapelle, la courtine située à proximité du coin nord-est, se prolonge dans les douves, 2,7 m plus loin que le reste du mur longeant le côté est. Immédiatement au sud de la chapelle se trouvait la résidence principale du maître des lieux et de sa famille. Les bâtiments possédaient deux étages avec sous-sol intégré. La disposition exacte des salles n'en est pas claire.

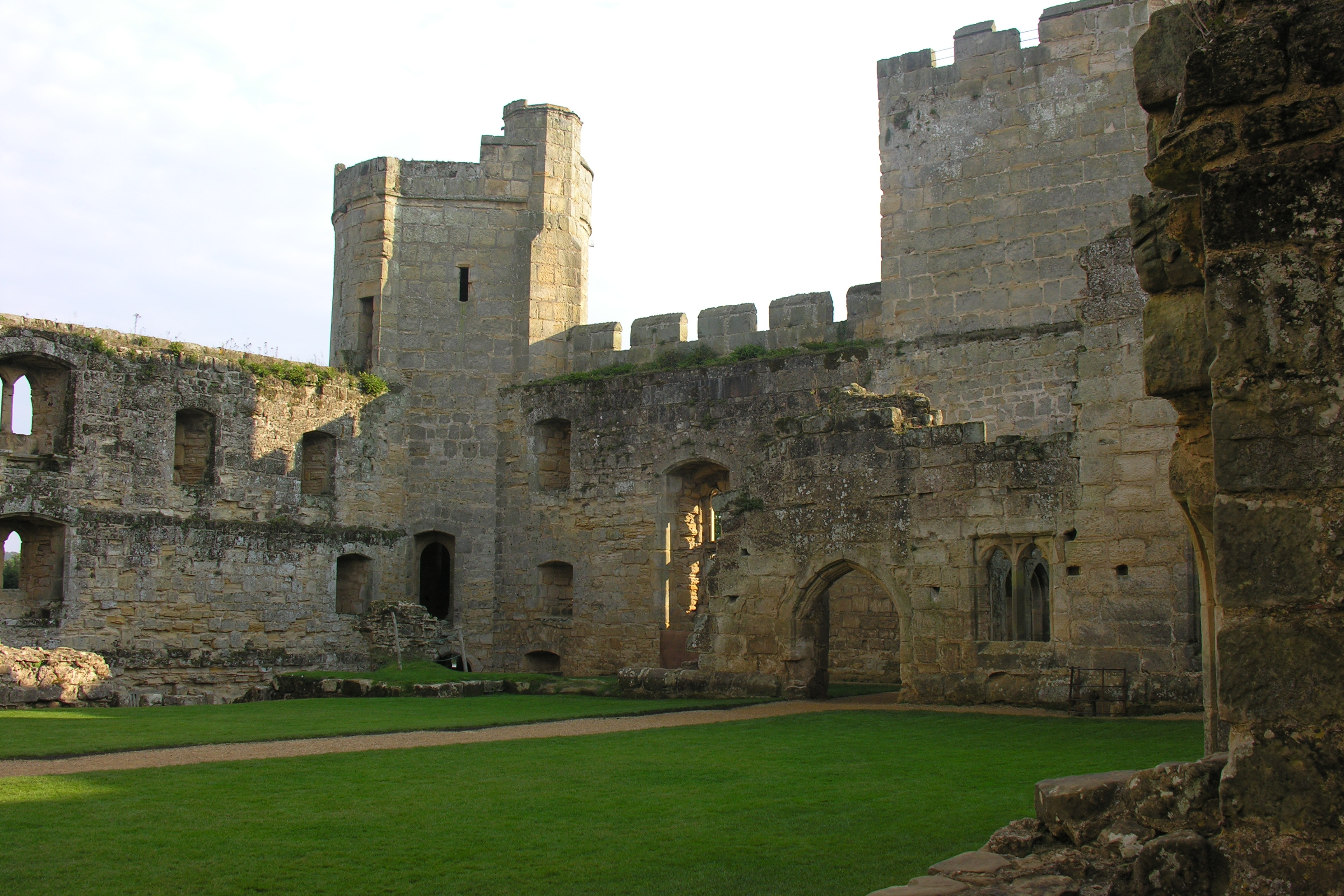
Les vestiges de la partie sud du château.

Une salle supplémentaire et une cuisine étaient situées le long du mur ouest, mais on en ignore l'usage, bien qu'il fût probable que ces pièces aient été destinées aux serviteurs du château. La "salle des serviteurs" était dépourvue de fenêtres côté ouest et était relativement sombre comparée à la grande salle. Il y avait de plus une grande cheminée dans la grande salle mais aucune dans la salle des serviteurs. La salle était adjacente à la cuisine, l'accès était direct, sans passage secret entre les deux pièces. Au-dessus de la " salle des serviteurs", qui était confinée au rez-de-chaussée, il y avait une pièce sans cheminée dont l'usage n'est pas clair.
À l'est du corps de garde principal, se trouvait un bâtiment de deux étages avec sous-sol. Le sous-sol était probablement utilisé pour le stockage tandis que les deux étages au-dessus étaient des lieux d'habitation. On ne sait pas très bien à quoi servaient les bâtiments situés à l'extrémité ouest de la lignée nord. La disposition clairsemée, peu propice à l'éclairage, faisait penser qu'il s'agissait d'écuries, il manquait cependant les canalisations, généralement associées aux écuries. La tour dans le coin nord-ouest du château était dotée d'une garde-robe et d'une cheminée dans chacun des trois étages situés au-dessus du rez-de-chaussée, et au-dessous, il y avait un sous-sol.

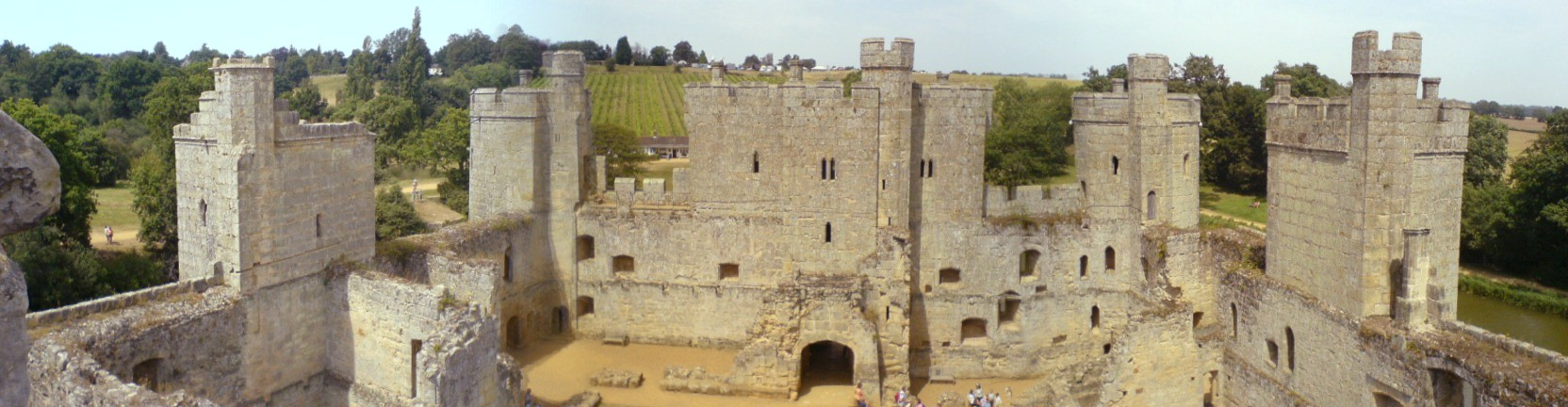
Intérieur du château de Bodiam depuis la Tour Sud. L'arrière du corps de garde se situe au centre.

## Source
- (en) Cet article est partiellement ou en totalité issu de l’article de Wikipédia en anglais intitulé « Bodiam Castle » (voir la liste des auteurs).